# Ben M. Williamson
Ben Mitchell Williamson, född 16 oktober 1864 i Pike County, Kentucky, död 23 juni 1941 i Cincinnati, Ohio, var en amerikansk demokratisk politiker. Han representerade delstaten Kentucky i USA:s senat 1930–1931.
Williamson studerade vid Bethany College. Han var verksam inom partihandeln i Catlettsburg fram till 1924. Han flyttade sedan till Ashland, Kentucky.
Williamson fyllnadsvaldes 1930 till USA:s senat. Han efterträddes 1931 som senator av M.M. Logan.
Williamson avled 1941 och gravsattes på Ashland Cemetery i Ashland.